# Billbergia horrida
Billbergia horrida är en gräsväxtart som beskrevs av Eduard August von Regel. Billbergia horrida ingår i släktet Billbergia och familjen Bromeliaceae. Inga underarter finns listade i Catalogue of Life.

## Bildgalleri

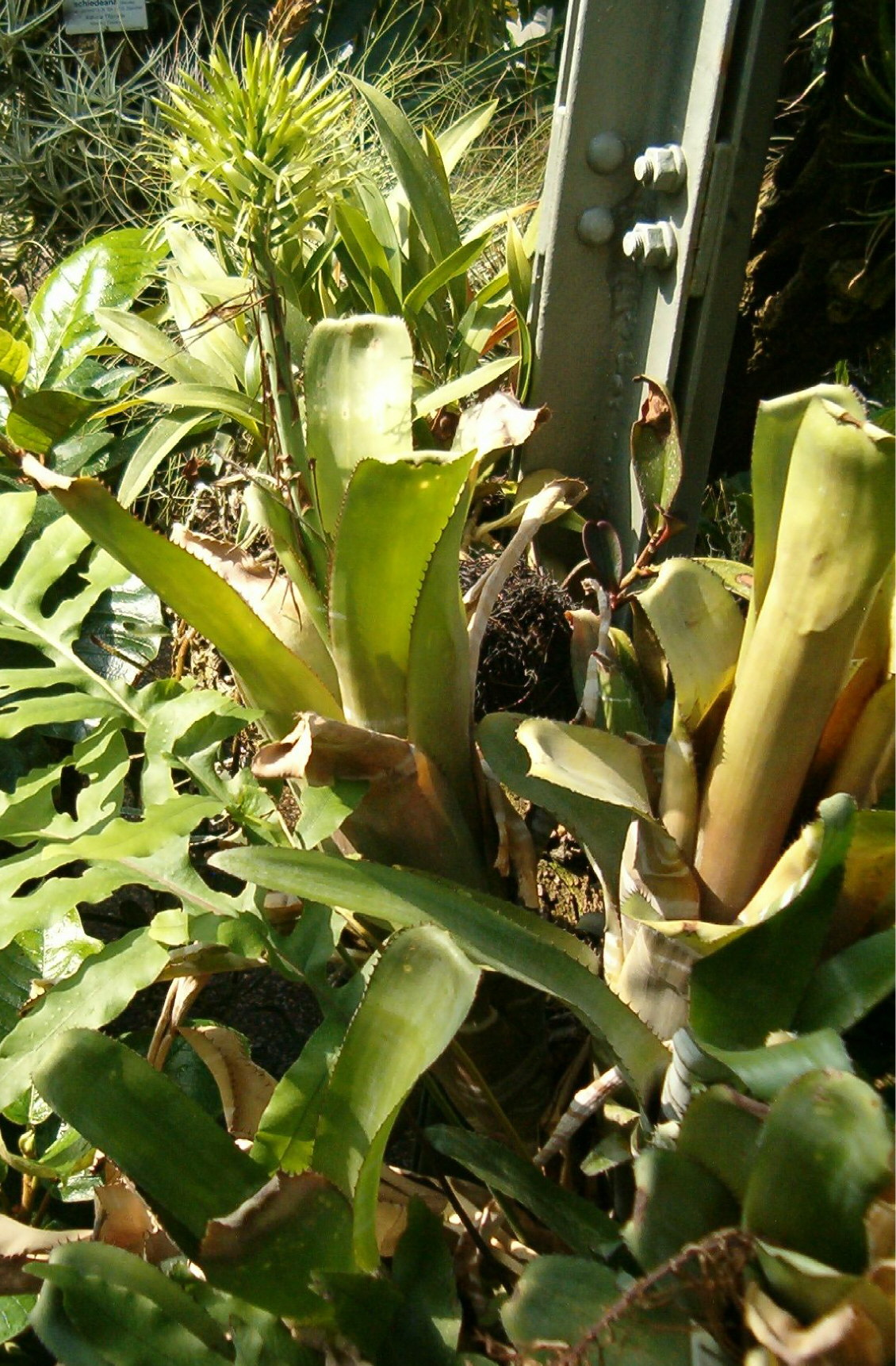
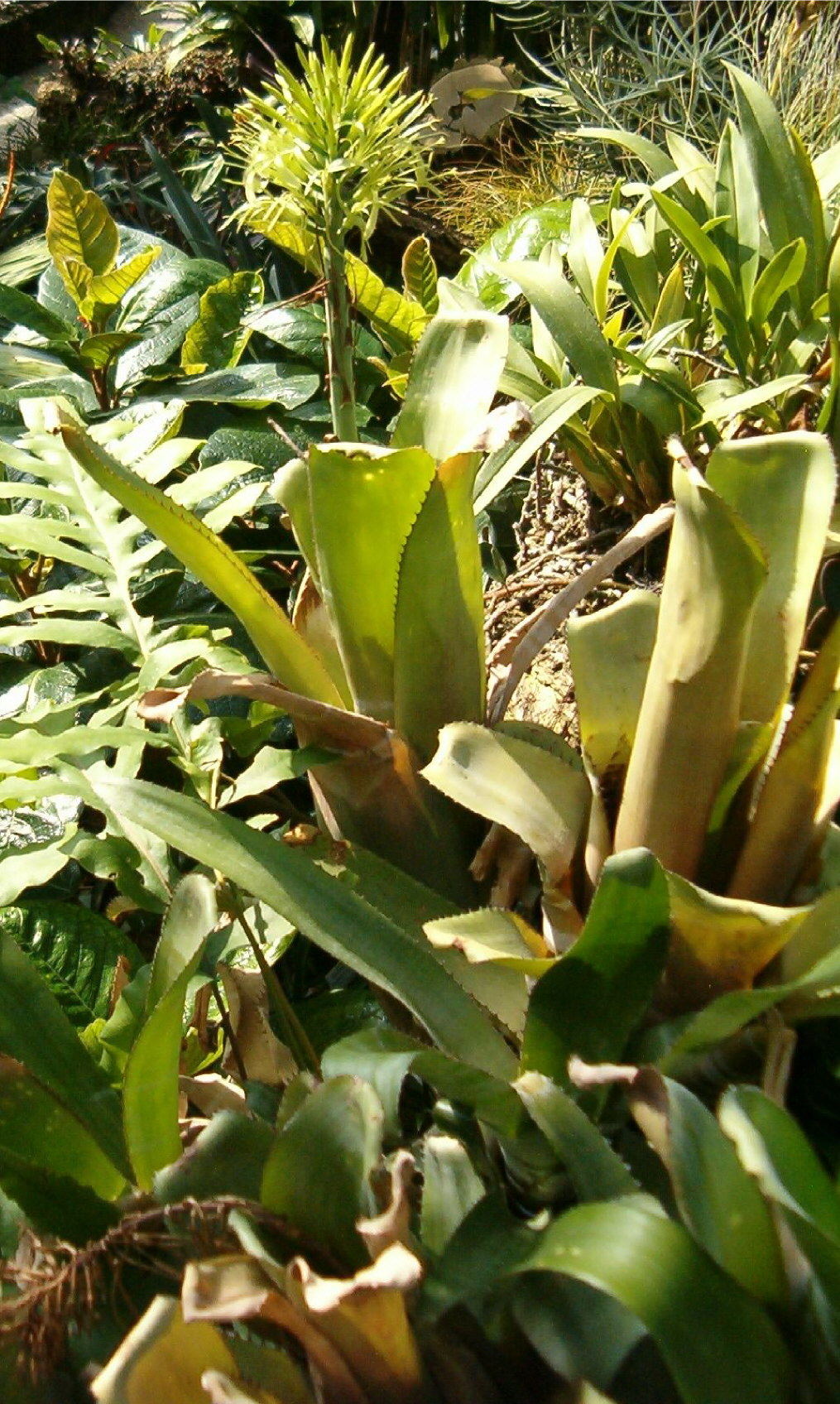